# Kate Ryan
Pour les articles homonymes, voir Ryan et Verbeek.
 (octobre 2021).
Kate Ryan, née le 22 juillet 1980 à Tessenderlo (Limbourg), est une chanteuse belge néerlandophone qui chante principalement en anglais et en français. Elle est principalement connue à travers l'Europe grâce à ses reprises : Désenchantée de Mylène Farmer, Ella, elle l'a de France Gall ou encore Voyage, Voyage de Desireless. Sa notoriété s'élève une fois de plus le jour de sa participation au Concours Eurovision de la chanson 2006. 

## Biographie
Katrien Verbeek grandit dans le petit village de Tessenderlo, en Belgique, dans une famille de musiciens. À huit ans, elle apprend à jouer du piano et de la guitare. Elle reçoit des cours de chant et de piano grâce à sa tante qui enseigne dans un conservatoire. Enfant, elle gagne de nombreux prix musicaux. Elle étudie dans une école d'art spécialisée dans la conception de bijoux.
À l’âge de 16 ans, lors d'un de ses concerts officieux, elle est repérée par un agent d’artiste qui veut la faire enregistrer en studio. Elle devient par la suite membre d’un groupe pop amateur, Melt. Le groupe ne produit pas de chansons ou d'albums. En 1998, avant que Kate soit reconnue, elle interprète la chanson All 'Bout The Money de la chanteuse Meja à l'émission Soundmixshow. Elle rencontre le producteur Andy Janssens, quitte le groupe et le duo commence à écrire de la musique ensemble. Leur premier single Scream for More sort en 2001 et devient un succès en Belgique.

## Carrière

### Ses débuts jusqu'à l'Eurovision (2001-2006)
Elle acquiert une certaine renommée avec sa reprise de Désenchantée de Mylène Farmer, qui est un succès dans divers palmarès européens de la musique pop[réf. nécessaire]. Elle se connecte avec le département belge d'EMI[style à revoir] et sort son premier album, Different, en 2002 
en Europe. L'album est certifié Gold et Platinum dans un certain nombre de pays et se vend à plus de 250 000 exemplaires à travers l'Europe. Deux derniers singles de Different, Mon cœur résiste encore et Libertine (le premier étant une version française de Scream for More, ce dernier étant une deuxième reprise de la chanteuse Mylène Farmer) sont également un succès. L'album est publié aux États-Unis sous le label Robbins Entertainment. Les paroles de la chanson Through The Eyes ont une similarité frappante avec la chanson Givin' Up On You de la chanteuse belge Lara Fabian. Toutefois, Kate affirme en interview ne pas avoir copié la chanson en question. Elle enregistre une reprise du groupe Eternal, Oh Baby I... avec Esther Sels, Linda Mertens, Maaike Moens et Pascale Feront.
En 2004, Kate sort un deuxième album en Europe, intitulé Stronger, qui contient principalement des chansons dance-pop. Le premier single de l'album, Only If I, rencontre un succès modeste à travers l'Europe. Une reprise de The Promise You Made de Cock Robin est le deuxième single, qui remporte un succès plus important. La chanson est également enregistrée en français sous le titre La Promesse. La ballade pop Goodbye sort en tant que troisième single, rencontrant un succès considérable. En 2005, la musique de Kate Ryan s'exporte en Amérique du Nord grâce à la maison de disques Water Music Records. 
En 2005, elle participe à l'événement The Sims Awards en Belgique pour remettre un prix.
En 2006, la chanteuse concourt à la finale nationale de l’émission Eurosong. Après avoir terminé première, elle est sélectionnée pour représenter la Belgique au Concours Eurovision de la chanson 2006. Elle participe à la demi-finale de l'Eurovision 2006, le 18 mai à Athènes, avec la chanson Je t'adore (premier single de son 3e album Alive). Elle termine 12e avec 69 points et ne se qualifie pas pour la finale. Elle est ensuite élue interprète la mieux habillée par le site indépendant d'Eurovision esctoday.com pour sa tenue à 14 000 €, vendue plus tard pour lever des fonds caritatifs.
Par la suite, elle sort son deuxième single Alive, extrait de l'album du même nom, qui comprend également des versions françaises de plusieurs titres, dont Je t'adore, Alive, et le troisième single, All for You. L'album, bien que salué par la critique, ne rencontre pas le même succès que les deux précédents.

### DeFreeàElectroshock(2007-2012)
En 2007, Kate connaît un certain succès avec les singles Voyage, voyage et We All Belong. Le morceau Voyage, voyage est une reprise du hit européen de 1986 de Desireless, et We All Belong est sélectionné pour être l'hymne officiel des EuroGames 2007 à Anvers. En 2008, Kate sort deux singles, L.I.L.Y. (Like I Love You) et Ella, elle l'a, une reprise de la chanson de France Gall. Ces chansons sont incluses dans son album Free, qui sort le 30 mai 2008. L'album comprend un duo avec la chanteuse espagnole Soraya Arnelas. Son premier album de compilation, Essential, sort en juillet de la même année. Il comprend des chansons enregistrées tout au long de sa période EMI. En août, elle participe au Polish Sopot Hit Festival. Pendant le spectacle, elle reçoit un Gold Award pour l'album Free en Pologne. Le 9 novembre 2008 à Monaco, elle remporte le World Music Award du meilleur artiste Benelux[réf. souhaitée]. Deux autres singles sont utilisés pour la promotion de Free, dont I Surrender. 
Le 25 juin 2012, Kate sort son 5e album, Electroshock. Cet album contient trois singles ainsi qu'une chanson produite par le DJ Avicii, Run Away. Cet album atteint la sixième position dans les palmarès belges mais ne figure dans aucun autre palmarès[réf. nécessaire].

### Des singles promotionnels aux retour des reprises (2013-présent)
En 2013, Kate sort deux singles promotionnels, Light In The Dark et Heart Flow. Heart Flow est la chanson thème du World Outgames 2013. Vertigo est une chanson inédite produite en collaboration avec Playb4ck et SuperMartXé, disponible sur SoundCloud. Kate reprend la chanson World, Hold On (Children of the Sky) de Bob Sinclar en catalan[source secondaire souhaitée].
Le 1er septembre 2014, Kate publie son single Not Alone. Ce single existe en deux versions, une en anglais et l'autre en franglais[source secondaire souhaitée].
Le 17 juillet 2015, Kate publie un nouveau single, Runaway (Smalltown Boy), une reprise de Bronski Beat[source secondaire souhaitée].
Le 11 janvier 2016, Wonderful Life (une reprise du chanteur Black) sort sur iTunes avec une version « extended ». Quelque temps après, elle enregistre une chanson avec la chanteuse Chiara intitulé Danse Avec Moi.
Le 24 juin 2016, une nouvelle reprise de Françoise Hardy (Comment te dire adieu) sort sur iTunes avec une version prolongée ainsi qu'un remix[source secondaire souhaitée].
Le 28 décembre 2018, elle sort trois reprises acoustiques sur iTunes ainsi qu'un nouveau single Bring Me Down.
Le 18 janvier 2019, elle publie Gold, une composition originale en collaboration avec le DJ Sam Feldt. En moins de vingt-quatre heures, la chanson cumule plus de 250 000 écoutes en streaming et cent-mille vues sur la vidéo des paroles.
Le 17 mai 2025, soir de la finale de l’Eurovision à Bâle en Suisse, elle y reprend la chanson Désenchantée de Mylène Farmer et Ella, elle l'a de France Gall au stade Saint-Jacob, devant 36 000 personnes.

## Vie privée
Kate se marie le 11 janvier 2020 avec Kristof Steegmans.

## Discographie

### Albums
- 2002 : Different (en)
- 2004 : Stronger (en)
- 2006 : Alive (en)
- 2008 : Free (en)
- 2012 : Electroshock (en)

### Compilations
- 2008 : Essential (en)
- 2009 : French Connection

## Singles
| Année | Titre                      | Meilleur classement | Meilleur classement | Meilleur classement | Meilleur classement | Meilleur classement | Meilleur classement | Meilleur classement | Meilleur classement | Meilleur classement | Meilleur classement | Certifications                                         | Album             |
| Année | Titre                      | BEL                 | ALL                 | SUI                 | AUT                 | SUE                 | P-B                 | DAN                 | FIN                 | NOR                 | ESP                 | Certifications                                         | Album             |
| ----- | -------------------------- | ------------------- | ------------------- | ------------------- | ------------------- | ------------------- | ------------------- | ------------------- | ------------------- | ------------------- | ------------------- | ------------------------------------------------------ | ----------------- |
| 2001  | Scream for More            | 9                   | —                   | —                   | 15                  | —                   | 57                  | 12                  | —                   | —                   | —                   |                                                        | Different         |
| 2001  | UR (My Love)               | 17                  | —                   | —                   | —                   | —                   | —                   | —                   | —                   | —                   | —                   |                                                        | Different         |
| 2002  | Désenchantée               | 1                   | 2                   | 11                  | 3                   | 4                   | 4                   | 12                  | —                   | 3                   | 7                   | - BEA : 2 × Platine - BVMI : Or - SNEP : Or - GLF : Or | Different         |
| 2002  | Mon cœur résiste encore    | 7                   | 27                  | 35                  | —                   | —                   | 58                  | —                   | —                   | —                   | 2                   | - BEA : Or                                             | Different         |
| 2002  | Libertine                  | 7                   | 7                   | 26                  | 7                   | 16                  | —                   | 15                  | 20                  | 15                  | 19                  | - BEA : Or                                             | Different         |
| 2003  | Only If I                  | 16                  | 27                  | 34                  | 25                  | 37                  | —                   | —                   | —                   | —                   | 8                   |                                                        | Stronger          |
| 2004  | The Promise You Made       | 8                   | —                   | —                   | —                   | —                   | —                   | —                   | —                   | —                   | —                   |                                                        | Stronger          |
| 2004  | La Promesse                | —                   | 19                  | 50                  | 21                  | —                   | —                   | —                   | —                   | —                   | —                   |                                                        | Stronger          |
| 2004  | Goodbye                    | 30                  | 52                  | 93                  | 47                  | —                   | —                   | —                   | —                   | —                   | —                   |                                                        | Stronger          |
| 2006  | Je t'adore                 | 1                   | 26                  | 65                  | 38                  | 21                  | 56                  | —                   | —                   | —                   | —                   | - BEA : Or                                             | Alive             |
| 2006  | Alive                      | 4                   | 42                  | —                   | 54                  | —                   | —                   | —                   | 8                   | —                   | —                   |                                                        | Alive             |
| 2006  | All for You                | 37                  | —                   | —                   | —                   | —                   | —                   | —                   | —                   | —                   | —                   |                                                        | Alive             |
| 2007  | Voyage Voyage              | 2                   | 13                  | —                   | 26                  | 26                  | 11                  | —                   | 10                  | —                   | 6                   | - BEA : Or                                             | Free              |
| 2008  | L.I.L.Y. (Like I Love You) | 12                  | —                   | —                   | —                   | —                   | —                   | —                   | —                   | —                   | —                   |                                                        | Free              |
| 2008  | Ella elle l'a              | 7                   | 10                  | 50                  | 23                  | 2                   | 2                   | 29                  | —                   | 9                   | 23                  | - GLF : Platine - PME : 5 × Platine                    | Free              |
| 2008  | I Surrender                | 27                  | —                   | —                   | —                   | —                   | 44                  | —                   | —                   | —                   | —                   |                                                        | Free              |
| 2009  | Your Eyes                  | —                   | —                   | —                   | —                   | —                   | 80                  | —                   | —                   | —                   | —                   |                                                        | Free              |
| 2009  | Babacar                    | 17                  | 28                  | —                   | 53                  | 27                  | —                   | —                   | —                   | —                   | 21                  |                                                        | French Connection |
| 2009  | Évidemment                 | 27                  | —                   | —                   | —                   | —                   | —                   | —                   | —                   | —                   | —                   |                                                        | French Connection |
| 2011  | Lovelife                   | 21                  | —                   | —                   | —                   | —                   | 72                  | —                   | —                   | —                   | 28                  |                                                        | Electroshock      |
| 2011  | Broken (featuring Narco)   | 30                  | —                   | —                   | —                   | —                   | —                   | —                   | —                   | —                   | —                   |                                                        | Electroshock      |
| 2012  | Robots                     | 12                  | —                   | —                   | —                   | —                   | —                   | —                   | —                   | —                   | —                   |                                                        | Electroshock      |
| 2013  | Light in the Dark          | 27                  | —                   | —                   | —                   | —                   | —                   | —                   | —                   | —                   | —                   |                                                        | Non-album singles |
| 2013  | Heart Flow                 | 30                  | —                   | —                   | —                   | —                   | —                   | —                   | —                   | —                   | —                   |                                                        | Non-album singles |
| 2014  | Not Alone                  | 23                  | —                   | —                   | —                   | —                   | —                   | —                   | —                   | —                   | —                   |                                                        | Non-album singles |
| 2015  | Runaway (Smalltown Boy)    | 23                  | —                   | —                   | —                   | —                   | —                   | —                   | —                   | —                   | —                   |                                                        | Non-album singles |
| 2016  | Wonderful Life             | 30                  | —                   | —                   | —                   | —                   | —                   | —                   | —                   | —                   | —                   |                                                        | Non-album singles |
| 2016  | Comment te dire adieu      | 8                   | —                   | —                   | —                   | —                   | —                   | —                   | —                   | —                   | —                   |                                                        | Non-album singles |
| 2018  | Bring Me Down              | —                   | —                   | —                   | —                   | —                   | —                   | —                   | —                   | —                   | —                   |                                                        | Non-album singles |
| 2019  | Wild Eyes                  | 55                  | —                   | —                   | —                   | —                   | —                   | —                   | —                   | —                   | —                   |                                                        | Non-album singles |